# Арнольд Орігі
Арнольд Отієнго Орігі (англ. Arnold Otieno Origi, нар. 15 листопада 1983, Найробі, Кенія) — кенійський футболіст, який грає на позиції воротаря. Відомий за виступами у низці норвезьких клубів та у складі збірної Кенії.

## Клубна кар'єра
Арнольд Орігі народився в Найробі. Розпочав виступи на футбольних полях у місцевій команді «Матаре Юнайтед», пізніше грав у клубі «Таскер», в якому в 2006 році став чемпіоном країни. На початку 2007 року перебрався до Норвегії, де став гравцем клубу другого дивізіону «Мосс». У 2011 році нетривалий час грав у оренді в клубі вищого норвезького дивізіону «Фредрікстад», зіграв у найвищій норвезькій лізі 2 матчі. У 2012 році грав у складі команди другого норвезького дивізіону «Улленсакер/Кіса». З 2013 року грав у складі команди вищого норвезького дивізіону «Ліллестрем», у складі якого зіграв 119 матчів у вищому норвезькому дивізіоні, та став володарем Кубка Норвегії 2017 року. Протягом 2018 року Арнольд Орігі грав у норвезьких клубах другого дивізіону «Саннес Ульф» і «Конгсвінгер». З початку 2019 року Орігі став гравцем клубу вищого фінського дивізіону «ГІФК». У 2021 році кенійський воротар перейшов до норвезького клубу «Годд», а в 2022 році став гравцем норвезького клубу «Гарейд».

## Виступи за збірну
У 2005 році Арнольд Орігі дебютував у складі збірної Кенії. Протягом кар'єри у збірній зіграв у її складі 33 матчі. У 2017 році футболіст отримав норвезьке громадянство, після чого заявив про завершення виступів за збірну.

## Особисте життя
Батьком Арнольда Орігі є колишній футболіст Остін Одуор Орігі, який разом із двома його молодшими дядьками, Ентоні та Джеральдом Орігі, були професійними кенійськими футболістами, які грали в клубах вищого кенійського дивізіону. Ще один дядько, Майк Орігі, грав у низці професійних клубів Бельгії, був чемпіоном і володарем кубку країни. Дівок Орігі, футболіст збірної Бельгії та низки європейських клубів, переможець Ліги чемпіонів та Суперкубка УЄФА, є двоюрідним братом Арнольда.

## Титули та досягнення
- Чемпіон Кенії (1):

«Таскер»: 2006
- Володар Кубка Норвегії (1):

«Ліллестрем»: 2017